# Tiếng Chukchi
Tiếng Chukchi, còn gọi là tiếng Chukot hay tiếng Chuuk, là một ngôn ngữ Chukotka-Kamchatka. Đây là ngôn ngữ của người Chukchi miền viễn đông Xibia, sống chủ yếu ở Khu tự trị Chukotka. Theo thống kê 2002, 7.000 trên 15.700 người Chukchi nói được tiếng Chukchi; số người nói tiếng Chukchi đang giảm xuống, hầu hết người Chukchi nói tiếng Nga (chưa tới 100 người báo rằng họ không nói tiếng Nga).
Ngôn ngữ này gần gũi với tiếng Koryak. Tiếng Chukchi, tiếng Koryak, tiếng Kerek, tiếng Alutor, tiếng Itelmen là những ngôn ngữ cấu thành nên ngữ hệ Chukotka-Kamchatka. Có nhiều nét tương đồng về văn hoá giữa người Chukchi và người Koryak, chẳng hạn việc lấy chăn nuôi tuần lộc làm kế sinh nhai.  Cả hai dân tộc có tên tự gọi Luorawetlat (‘ԓыгъоравэтԓьат’ [ɬəɣʔorawetɬʔat]; số ít Luorawetlan – ‘ԓыгъоравэтԓьан’ [ɬəɣʔorawetɬʔan]), nghĩa là "con người thực sự".
Chukchi/Chukchee là dạng Anh hoá của ngoại danh tiếng Nga Chukcha (số nhiều Chukchi). Từ tiếng Nga lại bắt nguồn từ Čävča, một tên gọi mà các "láng giềng" nói ngôn ngữ Tungus dành cho người Chukchi. Từ Čävča đến từ ‘чавчыв’ [tʃawtʃəw], một từ tiếng Chukchi nghĩa là "nhiều tuần lộc," chỉ người có đàn tuần lộc lớn, tức một người giàu với dân địa phương.
Đây là một ngôn ngữ bị đe doạ theo sách đỏ của UNESCO.

## Chữ viết
Cho tới năm 1931, tiếng Chukchi không có phép chính tả chuẩn, mặc cho những nỗ lực từ những năm 1800 để ghi chép văn bản tôn giáo bằng ngôn ngữ này.
Vào đầu thế kỷ XX, Vladimir Bogoraz tìm ra dấu vết của một hệ chữ viết của Tenevil, một người chăn tuần lộc địa phương. Hệ chữ viết này là phát kiến của Tenevil và chưa bao giờ lan ra cộng đồng. Bảng chữ cái tiếng Chukchi chính thức đầu do Bogoraz đặt ra năm 1931, dựa trên bảng chữ cái Latinh:
| А а | Ā ā | B b | C c | D d | Е е | Ē ē | Ə ə |
| Ə̄ ə̄ | F f | G g | H h | I i | Ī ī | J j | K k |
| L l | M m | N n | Ŋ ŋ | O o | Ō ō | P p | Q q |
| R r | S s | T t | U u | Ū ū | V v | W w | Z z |
| Ь ь |     |     |     |     |     |     |     |

Năm 1937, bảng chữ cái này, cùng mọi bảng chữ cái của các dân tộc phi Slav ở Liên Xô, bị thay thế bằng bảng chữ cái Kirin. Ban đầu, bảng chữ cái Kirin cho tiếng Chukchi về cơ bản là bảng chữ cái tiếng Nga với К’ к’ và Н’ н’ thêm vào. Vào thập niên 1950, hai ký tự trên bị Ӄ ӄ và Ӈ ӈ thay thế. Những ký tự mới này có mặt chủ yếu trong văn bản giáo dục, còn báo chí vẫn dùng К’ к’ và Н’ н’. Vào cuối thập niên 1980, chữ Ԓ ԓ thay thế Л л. Điều này là nhằm tránh nhầm lẫn cách phát âm tiếng Nga. Bảng chữ cái tiếng Chukchi ngày nay như sau:
| А а | Б б | В в | Г г | Д д | Е е | Ё ё | Ж ж |
| З з | И и | Й й | К к | Ӄ ӄ | Л л | Ԓ ԓ | М м |
| Н н | Ӈ ӈ | О о | П п | Р р | С с | Т т | У у |
| Ф ф | Х х | Ц ц | Ч ч | Ш ш | Щ щ | Ъ ъ | Ы ы |
| Ь ь | Э э | Ю ю | Я я | ʼ   |     |     |     |

### Latinh hoá tiếng Chukchi
Tiếng Chukchi có thể được biểu diễn bằng chữ Latinh.
Bên dưới là hệ thống ISO 9:
| Kirin | Latinh |
| ----- | ------ |
| А а   | A a    |
| Б б   | B b    |
| В в   | V v    |
| Г г   | G g    |
| Д д   | D d    |
| Е е   | E e    |
| Ё ё   | Ë ë    |
| Ж ж   | Ž ž    |
| З з   | Z z    |
| И и   | I i    |
| Й й   | J j    |
| К к   | K k    |
| Ӄ ӄ   | Ḳ ḳ    |
| Л л   | L l    |
| Ԓ ԓ   | Ḷ ḷ    |
| М м   | M m    |
| Н н   | N n    |
| Ӈ ӈ   | Ň ň    |
| О о   | O o    |

| Kirin | Latinh (ISO 9) |
| ----- | -------------- |
| П п   | P p            |
| Р р   | R r            |
| С с   | S s            |
| Т т   | T t            |
| У у   | U u            |
| Ф ф   | F f            |
| Х х   | H h            |
| Ц ц   | C c            |
| Ч ч   | Č č            |
| Ш ш   | Š š            |
| Щ щ   | Ŝ ŝ            |
| Ъ ъ   | ʺ              |
| Ы ы   | Y y            |
| Ь ь   | ʹ              |
| Э э   | È è            |
| Ю ю   | Û û            |
| Я я   | Â â            |
| ʼ     | ʼ              |

## Âm vị học
|          | Đôi môi | Chân răng | Quặt lưỡi | Vòm | Ngạc mềm | Lưỡi gà | Thanh hầu |
| -------- | ------- | --------- | --------- | --- | -------- | ------- | --------- |
| Mũi      | m       | n         |           |     | ŋ        |         |           |
| Tắc      | p       | t         |           |     | k        | q       | ʔ         |
| Xát      | β       | ɬ         |           |     | ɣ        |         |           |
| Tắc xát  |         | tɬ        |           | tʃ  |          |         |           |
| Tiếp cận |         |           | ɻ         | j   |          |         |           |

Ngôn ngữ này thiếu vắng âm tắc hữu thanh.
Hệ thống nguyên âm gồm /i/, /u/, /e1/, /e2/, /o/, /a/, /ə/. /e1/ và /e2/ đọc y hệt nhau nhưng có đặc điểm âm vị học khác nhau.
Một đặc điểm nổi bật của tiếng Chukchi là hệ thống hài hoà nguyên âm chủ yếu dựa trên độ cao nguyên âm: /i, u, e1/ biến thành /e2, o, a/. Nhóm sau gọi là "nguyên âm trội", nhóm trước là "nguyên âm lặn"; khi một từ có nguyên âm "trội" ở bất kỳ đâu, tất cả nguyên âm "lặn" trong từ đó trở thành nguyên âm "trội" tương ứng. Âm /ə/ không biến đổi nhưng có thể khởi phát sự hài hoà nguyên âm, như thể nó là nguyên âm trội.
Cụm phụ âm không xuất hiện ở đầu và cuối từ.